# 日本青螺屬
日本青螺屬（學名：Nipponacmea），又名背尖貝屬，是一個海螺的屬，是一個海生笠螺類的腹足綱軟體動物青螺科（或蓮花笠螺科）之下的成員。舊屬原始腹足目，今屬笠形腹足類支序。

## 分佈及棲息地
這些物種在生活於日本水域及鄰近島嶼潮間帶的岩石與礫石的腹足綱動物當中非常常見。不過亦有見於台灣及南韓的水域。

## 形態描述
本屬物種有着一般笠形腹足類物種的螺殼，但外殼比較薄，尺寸中等，殼高低到中等。

## 種
截至1993年，本屬的各種來自日本的笠螺物種仍然屬於Notoacmea屬。由於牠們在解剖上的特徵及螺殼的構造 都與其他物種有所不同。 

### 物種列表
以下詳列日本青螺屬之下各物種：
- 小笠原青螺 Notoacmea boninensis
- 高青螺 Nipponacmea concinna (Lischke, 1870)[3][7]：又名高笠貝[6]。
- Nipponacmea fuscoviridis (Teramachi, 1949)[8]
- Nipponacmea gloriosa (Habe, 1944)[9]
- Nipponacmea habei (Saski & Okutani, 1994)[10]
- Nipponacmea moskalevi Chernyshev & Chernova, 2002[11]
- Nipponacmea nigrans (Kira, 1961)[12]
- Nipponacmea radula (Kira, 1961)[13]
- 花青螺 Nipponacmea schrenckii (Lischke, 1868)[14]：又名史氏背尖貝[6]。
- Nipponacmea teramachii (Kira, 1961)[15]
- Nipponacmea vietnamensis Chernyshev, 2008[16]